# Gran Croàcia

Màxima extensió de les terres reclamades pels que advoquen per una Gran Croàcia.

Gran Croàcia (en croat:Velika Hrvatska) és un concepte polític irredemptista que propugna el retorn a l'administració croata de totes aquelles les terres que formaren part de la històrica Croàcia abans de les invasions islàmico-otomanes del segle xv, xvi i xvii. Aquest concepte fou reclamat pel nacionalisme croat durant la major part del segle xx, especialment durant l'era del Regne de Iugoslàvia, la Segona Guerra Mundial i la Guerra dels Balcans dels anys noranta.